# Dieter Wolf
Dieter Wolf, schweizisk orienterare som tog silver i stafett vid VM 1972.